# 13 de abril
13 de abril é o 103.º dia do ano no calendário gregoriano (104.º em anos bissextos). Faltam 262 dias para acabar o ano.

## Eventos históricos

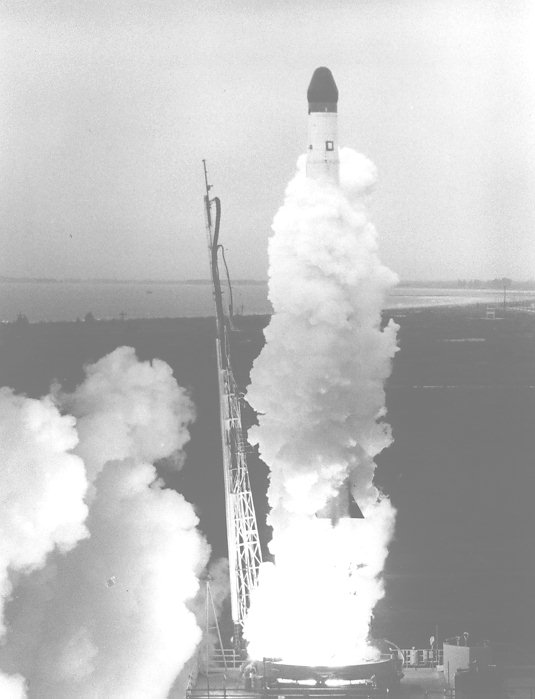
1960: Lançamento do Thor-Ablestar com o Transit 1-B, o primeiro sistema de navegação por satélite do mundo.

- 1111 — Henrique V é coroado imperador do Sacro Império Romano-Germânico.
- 1204 — Cerco de Constantinopla pelas tropas da Quarta Cruzada termina com a conquista e saque da cidade.
- 1612 — Em um dos duelos mais épicos entre samurais da história japonesa, Miyamoto Musashi derrota Sasaki Kojirō na ilha de Funajima. Na época ambos possuíam 28 anos de idade.
- 1455 — Guerra dos Treze Anos: início da Batalha de Kneiphof.
- 1726 — Fundação da vila de Fortaleza de Nossa Senhora d'Assunção, atual município brasileiro de Fortaleza.
- 1742 — O oratório Messias de Georg Friedrich Händel faz sua estreia mundial em Dublin, Irlanda.
- 1829 — Combate a Intolerância Religiosa: O Ato de Ajuda Católica concede aos católicos romanos do Reino Unido (país cuja maioria da população é protestante) o direito de votar e de ser eleito para o Parlamento daquele país.
- 1831 — Império do Brasil: Noite das Garrafadas no Rio de Janeiro: Confrontos entre nacionalistas brasileiros e portugueses liberais que apoiavam em seu país a rainha destronada Maria II de Portugal, filha de Pedro I do Brasil e IV de Portugal.
- 1846 — Inaugurado o Teatro Nacional D. Maria II, durante as comemorações do 27.º  aniversário de D. Maria II de Portugal.
- 1849 — Hungria se torna uma república.
- 1861 — Guerra Civil Americana: Forte Sumter se rende às forças dos separatistas da Confederação.
- 1870 — É fundado o Museu Metropolitano de Arte da cidade de Nova York, hoje considerado um dos museus mais importantes do mundo.
- 1909 — Os militares do Império Otomano revertem a contrarrevolução otomana de 1909 para forçar a queda do sultão Abdulamide II.
- 1919
  - Formação do Governo Provisório da República da Coreia.
  - Massacre de Jallianwala Bagh: tropas britânicas matam cerca de 379-1 000 manifestantes desarmados em Amritsar, no norte da Índia; 1 200 ficam feridos.[1]
- 1941 — Assinado o Pacto de Neutralidade entre a União Soviética e o Japão.
- 1943 — Segunda Guerra Mundial: é anunciado a descoberta de valas comuns de prisioneiros de guerra poloneses mortos por forças soviéticas no Massacre da Floresta de Katyn, resultando em uma crise diplomática entre o Governo polonês no exílio em Londres e a União Soviética, que nega a responsabilidade.
- 1945
  - Segunda Guerra Mundial: forças soviéticas e búlgaras capturam Viena, Áustria.
  - Segunda Guerra Mundial: tropas alemãs matam mais de 1 000 prisioneiros políticos e militares em Gardelegen, Alemanha.
- 1953 — O diretor da CIA, Allen Dulles, inicia o programa de controle mental, o Projeto MKUltra.
- 1958 — Guerra Fria: o estadunidense Van Cliburn vence a competição inaugural da Internacional Tchaikovsky em Moscou.
- 1960 — Os Estados Unidos lançam o Transit 1-B, o primeiro sistema de navegação por satélite do mundo.
- 1964 — No Óscar, a maior premiação do cinema estadunidense, Sidney Poitier se torna o primeiro afro-americano a ganhar o prêmio de Melhor Ator pelo filme de 1963 Lilies of the Field.
- 1970 — Um tanque de oxigênio a bordo da Apollo 13 explode, colocando a tripulação em grande perigo e causando grandes danos à nave espacial, durante a viagem de ida à Lua.
- 1972 — A União Postal Universal decide reconhecer a República Popular da China como a única representante legítima chinesa, efetivamente expulsando a República da China (Taiwan).
- 1974 — A Western Union (em cooperação com a NASA e a Hughes Aircraft) lança o primeiro satélite comercial de comunicações geoestacionário dos Estados Unidos, o Westar 1.
- 1975 — Massacre do Ônibus no Líbano: um ataque realizado pelas Falanges Libanesas, partido político de direita do Líbano, mata 26 membros da milícia da Frente Popular para a Libertação da Palestina, organização política e militar de esquerda, marcando o início da Guerra Civil Libanesa, que duraria quinze anos.
- 1977 — Ditadura militar brasileira: o Pacote de Abril foi um conjunto de leis outorgado pelo presidente do Brasil, Ernesto Geisel, que dentre outras medidas fechou temporariamente o Congresso Nacional.
- 1984 - Realiza-se o comício em prol das Diretas Já na cidade de Porto Alegre.
- 1987 — Portugal e China assinam a "Declaração Conjunta Sino-Portuguesa sobre a Questão de Macau", um acordo sobre a devolução de Macau em 1999 à República Popular da China.
- 2017 — Estados Unidos lançam a maior bomba não-nuclear da história sobre o Afeganistão, a GBU-43, numa zona então supostamente ocupada por elementos do Daesh.
- 2018 — O presidente dos Estados Unidos Donald Trump anuncia um ataque contra a Síria e os EUA, com apoio da França e do Reino Unido, realizam o Bombardeio de Damasco e Homs.[2]
- 2019 — Scaled Composites Stratolaunch, a maior aeronave do mundo por envergadura, faz seu voo inaugural.
- 2022
  - Tempestade tropical Megi deixa pelo menos 123 mortos nas Filipinas.[3]
  - Fortes chuvas causadas pela depressão subtropical Issa, matam pelo menos 306 pessoas na África do Sul.[4]
- 2024 — Irã retalia com drones e mísseis contra território de Israel, após bombardeio israelense à embaixada iraniana em Damasco.

## Nascimentos

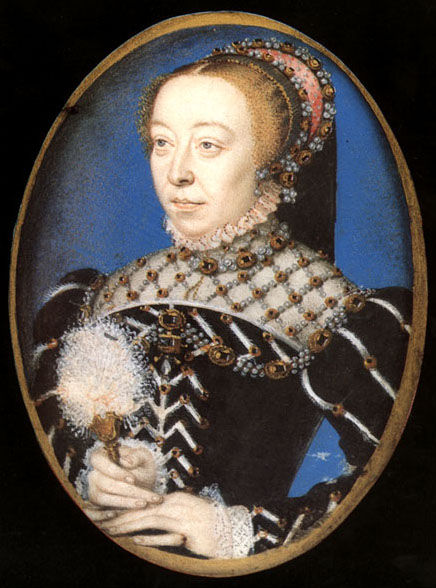
Catarina de Médici

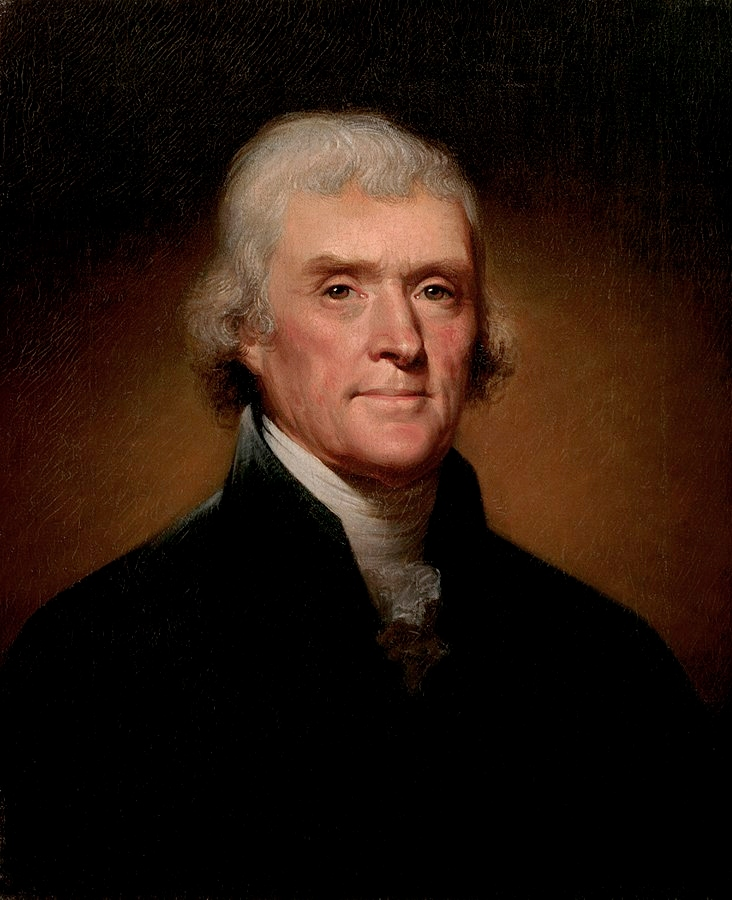
Thomas Jefferson

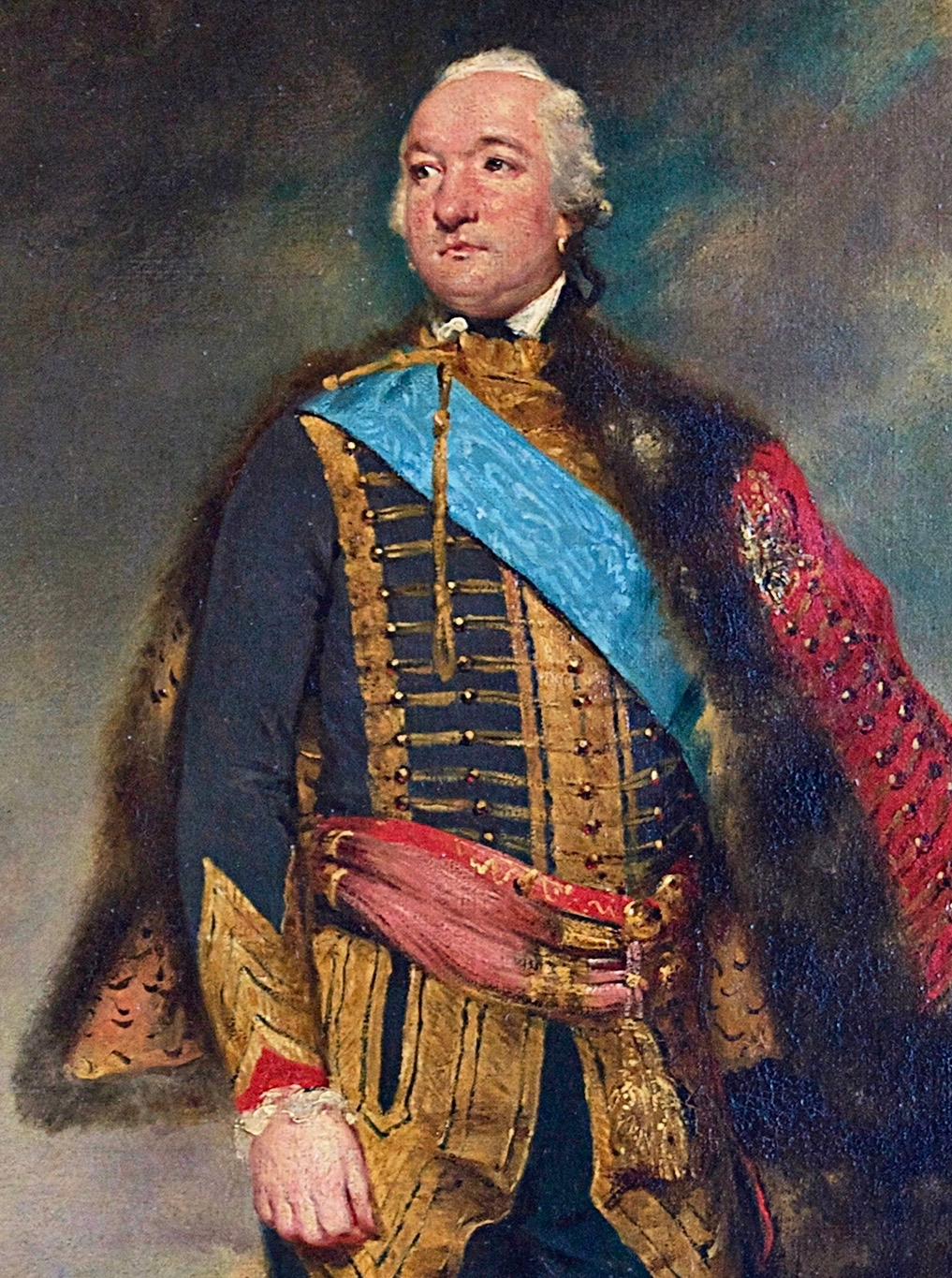
Luís Filipe II, Duque de Orleães

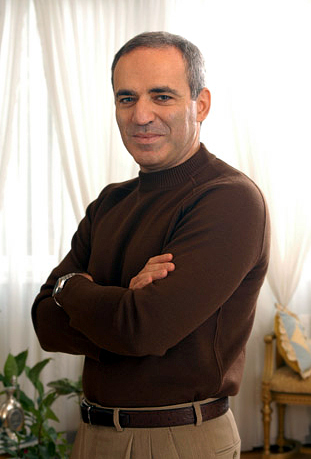
Garry Kasparov

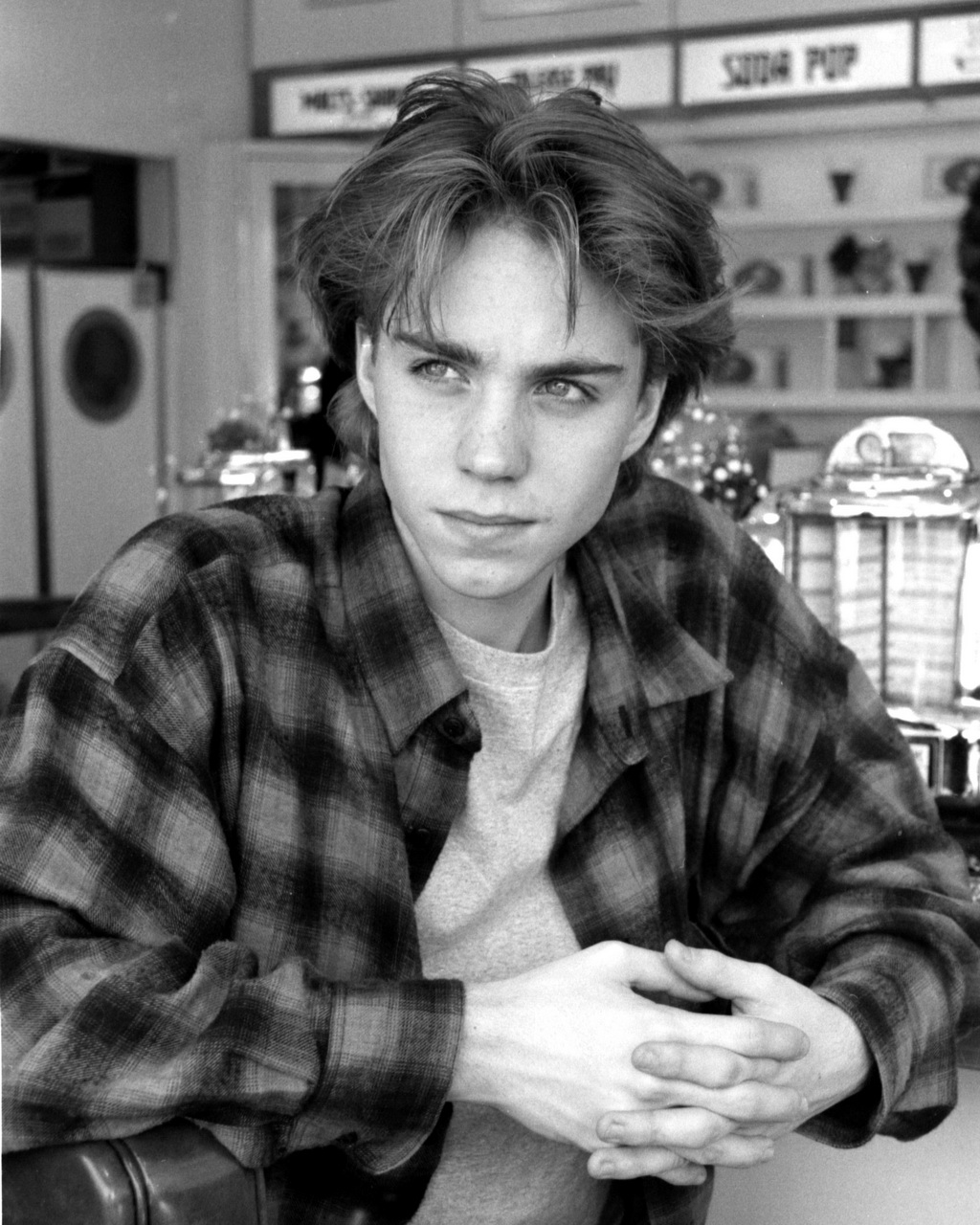
Jonathan Brandis

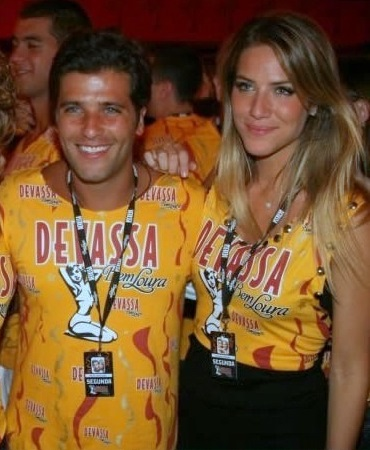
Bruno Gagliasso

### Anteriores ao século XIX
- 1350 — Margarida III da Flandres (m. 1405).
- 1519 — Catarina de Médici, rainha consorte da França (m. 1589).
- 1570 — Guy Fawkes, conspirador inglês (m. 1606).
- 1573 — Cristina de Holsácia-Gottorp, rainha consorte da Suécia (m. 1625).
- 1593 — Thomas Wentworth, estadista inglês (m. 1641).
- 1618 — Roger de Bussy-Rabutin, escritor francês (m. 1693).
- 1662 — Leonor Edmunda de Saxe-Eisenach, marquesa de Brandemburgo-Ansbach (m. 1696).
- 1687 — Francisco Xavier de Távora, administrador colonial português (m. ?).
- 1732 — Frederick North, 2.º Conde de Guilford (m. 1792).
- 1743 — Thomas Jefferson, político estadunidense (m. 1826).
- 1747 — Luís Filipe II, Duque de Orleães (m. 1793).
- 1749 — António Botelho, nobre espanhol e português (m. 1799).
- 1762 — Jean Étienne Championnet, general francês (m. 1800).
- 1769 — Thomas Lawrence, pintor britânico (m. 1830).
- 1771 — Richard Trevithick, inventor britânico (m. 1833).
- 1772 — Eli Terry, inventor estadunidense (m. 1852).
- 1774 — Sebastião de Arriaga, militar português (m. 1826).
- 1784 — Friedrich von Wrangel, militar prussiano (m. 1877).
- 1793 — Ángel Pacheco, militar argentino (m. 1869).
- 1794 — Jean Pierre Flourens, fisiologista francês (m. 1867).

### Século XIX
- 1802 — Leopold Fitzinger, zoólogo austríaco (m. 1884).
- 1808 — Antonio Meucci, inventor italiano (m. 1889).
- 1816 — Luísa Margarida de Barros Portugal, condessa de Barral (m. 1891).
- 1820 — Mariano Melgarejo, político boliviano (m. 1871).
- 1824 — William Alexander, clérigo irlandês (m. 1911).
- 1826 — Damião Freire de Bettencourt Pego, militar português (m. ?).
- 1828
  - Edward Baring, 1.º Barão Revelstoke (m. 1897).
  - Joseph Barber Lightfoot, escritor e teólogo britânico (m. 1889).
- 1832
  - James Wimshurst, inventor e engenheiro naval britânico (m. 1903).
  - José Gonçalves de Oliveira Roxo, proprietário rural brasileiro (m. 1875).
- 1836 — Vicente Cândido Figueira de Saboia, médico brasileiro (m. 1909).
- 1840 — Xoán Montes Capón, compositor e organista espanhol (m. 1899).
- 1846
  - José Pedro Xavier da Veiga, historiador e político brasileiro (m. 1900).
  - William McGregor, dirigente de futebol britânico (m. 1911).
- 1850 — José Carlos Pinto Júnior, militar e político brasileiro (m. ?).
- 1852 — Frank Winfield Woolworth, empresário estadunidense (m. 1919).
- 1860 — James Ensor, pintor e gravador belga (m. 1949).
- 1866 — Butch Cassidy, criminoso estadunidense (m. 1908).
- 1869 — Vida Goldstein, sufragista australiana (m. 1949).
- 1870 — Pedro Adams Filho, industrial brasileiro (m. 1935).
- 1879 — Homer Pace, empresário estadunidense (m. 1942).
- 1881 — Ludwig Binswanger, psicólogo suíço (m. 1966).
- 1882 — Augustin Ringeval, ciclista francês (m. 1967).
- 1883 — Alexander Vasilyevich Alexandrov, compositor soviético (m. 1946).
- 1885 — György Lukács, crítico literário húngaro (m. 1971).
- 1888 — Edgar Booth, futebolista alemão (m. ?).
- 1889
  - Antônio Augusto de Lima Júnior, poeta e historiador brasileiro (m. 1970).
  - Rudolph Peters, bioquímico britânico (m. 1982).
- 1890 — Dadasaheb Torne cineasta indiano (m. 1960).
- 1892 — Robert Watson-Watt, físico e inventor britânico (m. 1973).

### Século XX

#### 1901–1950
- 1901 — Jacques Lacan, psicanalista e semanticista francês (m. 1981).
- 1905 — Bruno Rossi, físico experimental italiano (m. 1993).
- 1906 — Samuel Beckett, dramaturgo e escritor irlandês (m. 1989).
- 1907 — Paulo Rónai, tradutor e revisor húngaro (m. 1992).
- 1909
  - Felix Magno, ex-futebolista e treinador de futebol uruguaio (m. 1981).
  - Stanisław Ulam, matemático polonês (m. 1984).
- 1910 — Max Dobbert, militar alemão (m. ?).
- 1912 — Gustav Altmann, militar alemão (m. 1981).
- 1913 — Paul Gabert, militar alemão (m. ?).
- 1914 — Héctor Cazenave, futebolista uruguaio (m. 1958).
- 1915 — Erwin Christophersen, militar alemão (m. 1945).
- 1918 — Marília Batista, cantora, compositora e instrumentista brasileira (m. 1990).
- 1919 — Howard Keel, ator e cantor estadunidense (m. 2004).
- 1920 — Liam Cosgrave, político irlandês (m. 2017).
- 1921
  - Antonino Rocca, wrestler italiano (m. 1977).
  - Ivone Lara, compositora brasileira (m. 2018).
  - Joan Rhodes, artista e atriz britânica (m. 2010).
  - Prvoslav Mihajlović, futebolista iugoslavo (m. 1978).
- 1922 — Julius Nyerere, político tanzaniano (m. 1999).
- 1923
  - Don Adams, ator norte-americano (m. 2005).
  - Mário Cravo, pintor, gravador e escultor brasileiro (m. 2018).
- 1924 — Stanley Donen, cineasta e coreógrafo estadunidense (m. 2019).
- 1926
  - André Testut, automobilista francês (m. 2005).
  - John George Spencer-Churchill, 11.º Duque de Marlborough m. 2014).
- 1927 — Maurice Ronet, ator e diretor de cinema francês (m. 1983).
- 1928 — Zilah Machado, cantora, compositora e percussionista brasileira (m. 2011).
- 1929 — Terence A. McEwen, diretor de óperas canadense (m. 1998).
- 1931
  - Dan Gurney, ex-automobilista norte-americano (m. 2018).
  - Michel Deville, cineasta e argumentista de cinema francês (m. 2023).
  - Robert Enrico, cineasta e argumentista de cinema francês (m. 2001).
- 1932
  - Jennifer Nicks, patinadora artística britânica (m. 1980).
  - Orlando Letelier, diplomata e político chileno (m. 1976).
- 1933 — Eurico dos Santos Veloso, bispo brasileiro (m. 2023).
- 1935 — Lyle Waggoner, ator e modelo estadunidense (m. 2020).
- 1937
  - Edward Fox, ator britânico.
  - Jeremiah Paul Ostriker, astrofísico estadunidense (m. 2025).
  - Lanford Wilson, dramaturgo estadunidense (m. 2011).
  - Stan Stasiak, wrestler canadense (m. 1997).
- 1938
  - Alberto Salvá, cineasta espanhol (m. 2011).
  - Frederic Rzewski, compositor e pianista norte-americano (m. 2021).
- 1939
  - Bebeto Castilho, cantor, instrumentista e compositor brasileiro (m. 2023).
  - Paul Sorvino, ator e escultor estadunidense (m. 2022).
  - Seamus Heaney, poeta e escritor britânico (m. 2013).
- 1940
  - Jean-Marie Gustave Le Clézio, escritor franco-mauriciano.
  - Max Mosley, dirigente automobilístico britânico (m. 2021).
  - Mike Beuttler, automobilista anglo-egípcio (m. 1988).
  - Osmar Antônio de Araújo, sindicalista e político brasileiro.
- 1941
  - Margaret Price, cantora lírica britânica (m. 2011).
  - Michael Stuart Brown, médico e químico norte-americano.
- 1942
  - Bill Conti, compositor norte-americano.
  - Juma Sultan, percussionista norte-americano.
  - Maria Estela, atriz brasileira (m. 2017).
- 1943 — Tim Krabbé, jornalista e escritor neerlandês.
- 1944
  - Charles Burnett, cineasta de televisão e cinema norte-americano.
  - Jack Casady, músico norte-americano.
- 1945 — Joaquim Ferreira do Amaral, engenheiro e político português.
- 1946
  - Al Green, cantor e compositor estadunidense.
  - Orlando Brandes, bispo brasileiro.
- 1947
  - Amaury Germán Aristy, revolucionário dominicano (m. 1972).
  - Jerónimo de Sousa, político português.
  - Mário Crespo, jornalista português.
  - Sérgio Sampaio, cantor e compositor brasileiro (m. 1994).´
- 1948 — Gene Bruno, acupunturista estadunidense.
- 1949
  - Jean-Jacques Favier, astronauta francês (m. 2023).
  - Ricardo Zunino, ex-automobilista argentino.
  - Christopher Hitchens, jornalista, escritor e crítico literário britânico (m. 2011).
- 1950
  - Beto Fuscão, ex-futebolista brasileiro (m. 2022).
  - José Príncipe, cientista português.
  - Ron Perlman, ator estadunidense.
  - William Sadler, ator estadunidense.

#### 1951–2000
- 1951
  - Joachim Streich, futebolista e treinador de futebol alemão (m. 2022).
  - Peabo Bryson, cantor estadunidense.
  - Peter Davison, ator britânico.
- 1952
  - António Sousa Lara, político português.
  - Jim Costa, político estadunidense.
  - Rosa Passos, cantora, violonista e compositora brasileira.
  - Sam Bush, bandolinista e violinista estadunidense.
- 1954
  - Roberto Dinamite, futebolista brasileiro (m. 2023).
  - Glen Keane, animador norte-americano.
- 1955
  - Ole von Beust, político alemão.
  - Safet Sušić, ex-futebolista bósnio.
- 1957 — Saundra Santiago, atriz norte-americana.
- 1960
  - Bob Casey, Jr., político norte-americano.
  - Dulce Quental, cantora brasileira.
  - Rudi Völler, ex-futebolista e treinador alemão de futebol.
- 1961
  - Gilmar Sossella, político brasileiro.
  - Hiro Yamamoto, baixista estadunidense.
  - Robert William Fisher, criminoso estadunidense.
- 1962
  - Edivaldo Martins da Fonseca, ex-futebolista brasileiro (m. 1993).
  - Hillel Slovak, guitarrista israelense (m. 1988).
  - Nelson Gutiérrez, ex-futebolista uruguaio.
- 1963
  - Garry Kasparov, enxadrista, escritor e ativista político soviético.
  - Ricardo Feltrin, jornalista brasileiro.
  - Roberto Cavalo, ex-futebolista e treinador brasileiro de futebol.
- 1964
  - Andy Goram, futebolista britânico (m. 2022).
  - Caroline Rhea, atriz canadense.
  - Dokka Umarov, militante checheno (m. 2013).
  - Eusebio Sacristán, ex-futebolista e treinador de futebol espanhol.
- 1965 — Viktor Tregubov, halterofilista russo.
- 1966
  - Ali Boumnijel, ex-futebolista tunisiano.
  - Mando, cantora grega.
- 1968
  - Jeanne Balibar, atriz e cantora francesa.
  - Necrobutcher, músico norueguês.
- 1969 — Roy Myers, ex-futebolista costarriquenho.
- 1970
  - Eduardo Capetillo, ator mexicano.
  - Józef Stępkowski, político polonês.
  - Monty Brown, wrestler norte-americano.
  - Ricky Schroder, ator norte-americano.
  - Szilveszter Csollány, ginasta húngaro.
  - Timothy Linh Bui, argumentista, produtor e cineasta vietnamita.
- 1971
  - Steven Lustü, ex-futebolista dinamarquês.
  - Valensia Clarkson, cantor, compositor, produtor e multi-instrumentista neerlandês.
- 1972
  - Aaron Lewis, vocalista e guitarrista estadunidense.
  - Carlos Mortensen, jogador de pôquer equatoriano.
- 1973
  - Gustavo López, ex-futebolista argentino.
  - Jairinho Manhães, produtor musical, arranjador, maestro e cantor brasileiro.
  - Julia Rose, atriz zambiana.
- 1974
  - David Zdrilić, futebolista australiano.
  - Pablo Cavallero, futebolista argentino.
- 1975
  - Jasey-Jay Anderson, snowboarder canadense.
  - Lou Bega, cantor e compositor alemão.
  - Tatiana Navka, patinadora artística russa.
  - Victoria Villarruel, advogada, escritora e política argentina.
- 1976
  - Jonathan Brandis, ator estadunidense (m. 2003).
  - Valentina Cervi, atriz italiana.
- 1977
  - Hugo Filipe Silva Colaço Gonçalves, futebolista português.
  - Leonardo Biagini, futebolista argentino.
  - Pedro Nuno Santos, político português.
  - Tadej Valjavec, ciclista esloveno.
- 1978
  - Carles Puyol, ex-futebolista espanhol.
  - Kyle Howard, ator estadunidense.
  - Raemon Sluiter, tenista neerlandês.
  - Shiori Teshirogi, escritora japonesa.
- 1979
  - Baron Davis, jogador de basquetebol norte-americano.
  - Gréta Arn, tenista profissional húngara.
- 1980
  - Tonel, futebolista português.
  - Kelli Giddish, atriz norte-americana.
  - Quentin Richardson, jogador de basquetebol norte-americano.
- 1981
  - Ana Hormigo, judoca portuguesa.
  - Rodrigo Broa, futebolista brasileiro.
  - Simon Greul, tenista alemão.
- 1982 — Bruno Gagliasso, ator brasileiro.
- 1983 — Claudio Bravo, futebolista chileno.
- 1984
  - Hiro Mizushima, escritor, modelo e ator japonês.
  - Anders Lindegaard, futebolista dinamarquês.
- 1986 — Toró, futebolista brasileiro.
- 1987
  - Fabián Monzón, futebolista argentino.
  - Thiago Pampolha, político brasileiro.
- 1988
  - Dirk Marcellis, futebolista neerlandês.
  - Anderson, futebolista brasileiro.
- 1990
  - Anastasija Sevastova, tenista letã.
  - Lodovica Comello, atriz e cantora italiana.
- 1992 — Emma Degerstedt, atriz norte-americana.
- 1993
  - Hannah Marks, atriz estadunidense.
  - Letícia Bufoni, skatista brasileira.
- 1999 — Tawinan Anukoolprasert, ator, cantor e modelo tailandês.
- 2000 — Khea, cantor argentino.

### Século XXI
- 2001 — Neco Williams, futebolista galês.
- 2002 — Karl Hein, futebolista estoniano.
- 2003 — Jean Paulo Campos, ator brasileiro.

## Mortes

### Anteriores ao século XIX
- 0585 — Hermenegildo, príncipe visigodo e santo (n. c. 564).
- 0799 — Paulo, o Diácono (n. 720).
- 0814 — Crum da Bulgária, cã da Bulgária (n. ?).
- 0862 — Donaldo I da Escócia (n. 812).
- 1093 — Usevolodo I de Quieve, grão-príncipe de Quieve (n. 1030).
- 1113 — Ida da Lorena, condessa de Bolonha e santa (n. 1040).
- 1213 — Guido de Thouars, regente da Bretanha (n. ?).
- 1684 — Nicolás Antonio, bibliotecário espanhol (n. 1617).
- 1695 — Jean de La Fontaine, poeta francês (n. 1621).
- 1756 — Johann Gottlieb Goldberg, instrumentista alemão (n. 1727).
- 1794 — Lucile Desmoulins, revolucionária francesa (n. 1770).

### Século XIX
- 1853 — Leopold Gmelin, químico alemão (n. 1788).
- 1855 — Henry De la Beche, geólogo britânico (n. 1796).
- 1859 — Antoine Casimir Marguerite Eugène Foudras, entomólogo francês (n. 1783).
- 1880 — Robert Fortune, botânico britânico (n. 1812).
- 1882 — Bruno Bauer, filósofo, teólogo e historiador alemão (n. 1809).

### Século XX
- 1938 — Grey Owl, escritor e conservacionista britânico (n. 1888).
- 1966 — Carlo Carrà, pintor italiano (n. 1881).
- 1980 — Abel Ferreira, clarinetista brasileiro (n. 1915).
- 1984 — Ralph Kirkpatrick, musicólogo e cravista norte-americano (n. 1911).
- 1986 — Stephen Stucker, ator norte-americano (n. 1947).
- 1989 — António Ferreira Gomes, religioso português (n. 1906).
- 1994 — Kurt Aland, teólogo alemão (n. 1915).
- 1999 — Willi Stoph, político alemão (n. 1914).
- 2000 — Giorgio Bassani, romancista, poeta e editor italiano (n. 1916).

### Século XXI
- 2001 — Moacyr Deriquém, ator brasileiro (n. 1927).
- 2002 — Osvaldo Sargentelli, radialista e apresentador de televisão brasileiro (n. 1924).
- 2003 — Élder Tadej Štrbulović, monge sérvio (n. 1914).
- 2008
  - Eduardo Martins, jornalista brasileiro (n. 1939).
  - John Archibald Wheeler, físico teórico estadunidense (n. 1911).
- 2014 — Ernesto Laclau, teórico político argentino (n. 1935).
- 2015
  - Antônio Alberto Guimarães Rezende, bispo católico brasileiro (n. 1926).
  - Eduardo Galeano, jornalista e escritor uruguaio (n. 1940).
  - Günter Grass, escritor e artista plástico alemão (n. 1927).
- 2020 — Moraes Moreira, cantor e músico brasileiro (n. 1947).
- 2025 — Mario Vargas Llosa, escritor, político, jornalista e ensaísta peruano, ganhador do Prêmio Nobel (n. 1936).

## Feriados e eventos cíclicos

### Brasil
- Dia do Hino Nacional Brasileiro
- Dia Dia Nacional da Mulher Sambista
- Dia do Jovem
- Aniversário do município de Fortaleza, no Ceará

### Cristianismo
- Caradoc Freichfras
- Élder Tadej Štrbulović
- Hermenegildo
- Ida da Lorena
- Margarida de Castello
- Papa Martinho I

## Outros calendários
- No calendário romano era o dia dos idos de abril.
- No calendário litúrgico tem a letra dominical E para o dia da semana.
- No calendário gregoriano a epacta do dia é xvi.

Assim, em 13 de abril de 2019 a idade da Lua é 9.